# Мардалсфоссен
Ма́рдалсфоссен (норв. Mardalsfossen) — водопад в Норвегии, один из десяти крупнейших водопадов Европы.
Водопад находится в районе муниципалитета Нессет губернии Мёре-ог-Ромсдал. Общая высота водопада составляет, в зависимости от методики измерений, от 645 до 705 метров. У водопада 2 больших уступа и несколько маленьких; наибольшая высота свободного падения воды, по разным источникам, около 250-ти или 320 метров.
Название водопада происходит от слов Mardalen (название долины) и foss («водопад»). Слово Mardalen, в свою очередь, возможно, происходит от слов dal («долина») и Mara («рыть»). Водопад изображён на гербе Нессета.
После строительства на водопаде гидроэлектростанции (начала работу в 1975 году) бо́льшую часть года вода движется по гидросистеме. Через водопад она пропускается лишь в период с 20 июня по 20 августа, во время туристического сезона. Начиная с 1991 года, поток воды в водопаде поддерживается на уровне 2,5 м³/с с 20 июня по 31 июля и 2 м³/с — с 1 по 20 августа. Следует заметить, что естественный поток воды (до постройки ГЭС) в июле был даже меньше, чем 2,5 м³/с; с другой стороны, естественный поток в полноводное время года был значительно больше — измеренный максимум составляет 45 м³/с.
В 1970 году состоялась акция протеста против такой схемы строительства электростанции, фактически предусматривающей ликвидацию водопада. Тогда Арне Несс, норвежский основатель движения глубинной экологии, и ещё триста человек в знак протеста связали себя.